# Route 388 (Québec)
Pour les articles homonymes, voir Route 388.
La route 388 (R-388) est une route régionale québécoise d'orientation est / ouest située sur la rive nord du fleuve Saint-Laurent. Elle dessert la région administrative de l'Abitibi-Témiscamingue.

## Tracé
La courte route 388 prolonge la Route 101 de l'Ontario et s'étend jusqu'à la route 393 à Duparquet.

## Frontière interprovinciale
À son extrémité ouest, à Rapide-Danseur, la route 388 relie le Québec à la province de l'Ontario. À la frontière, elle devient la Route 101. La route entre en Ontario dans le canton de Black River-Matheson, dans le district de Cochrane. La ville de Timmins se trouve à un peu plus de 140 kilomètres après la frontière.

## Localités traversées (d'ouest en est)
Liste des municipalités dont le territoire est traversé par la route 388, regroupées par municipalité régionale de comté.

### Abitibi-Témiscamingue
Abitibi-Ouest
- Rapide-Danseur
- Duparquet

## Intersections majeures
| MRC                   | Municipalité                    | km    | Destinations                               | Notes               |
| --------------------- | ------------------------------- | ----- | ------------------------------------------ | ------------------- |
| Abitibi-Ouest         | Rapide-Danseur                  | 0,00  | Route 101 ouest – Matheson, Timmins        | Continue en Ontario |
| Abitibi-Ouest         | Limite Rapide-Danseur–Duparquet | 22,30 | R-393 – La Sarre, Duparquet, Rouyn-Noranda |                     |
| - Transition de route |                                 |       |                                            |                     |